# بمانی (سیریک)
بمانی، روستایی در دهستان بمانی بخش بمانی شهرستان سیریک در استان هرمزگان ایران است.

## جمعیت
بر پایه سرشماری عمومی نفوس و مسکن در سال ۱۳۹۵، جمعیت این روستا برابر با ۱٬۰۶۱ نفر (۲۸۴ خانوار) بوده‌است.